# Патентна документація
Пате́нтна документа́ція — сукупність первинних та вторинних документів, які містять відомості про суть технічних або технологічних рішень, заявлених для патентування або визнаних патентоспроможними, а також відомості, що мають юридичне значення й визначають права авторів та власників патентів.
До патентної документації належать, у першу чергу, описи винаходів, промислових зразків, торгових марок, корисних моделей.

## Класифікація патентної документації
Залежно від змісту документа або характеру відомостей про винаходи, промислові зразки та інші об'єкти промислової власності розрізняють:
- патентно-правову;
- патентно-технічну;
- патентно-економічну документацію.

Також розрізняють первинну та вторинну документацію. До первинної інформації належать: описи винаходів до опублікованих заявок і патентів; офіційні патентні бюлетені, які видаються патентними відомствами; покажчики до патентних бюлетенів; реферативний журнал «Винаходи країн світу» і збірники патентів. До вторинної інформації належать анотації, реферати та описи інших об'єктів промислової власності.

## Опис винаходу
Опис винаходу (ОВ) до патентів й авторських свідоцтв — основний вид патентного документа. Він є невід'ємним додатком до охоронного документа.
Опис винаходу складається з чотирьох основних частин:
1. Бібліографічна частина — включає назву країни або патентного відомства, герб країни, найменування документа, номер охоронного документа, індекси МКІ, НКІ й УДК, дати (подачі заявки й публікації в патентному бюлетені, видачі авторського свідоцтва або патенту тощо), а також прізвище автора(-ів), заявника й назву винаходу;
2. «Формула винаходу», де стисло наводяться основні ознаки винаходу та його сутність;
3. Текст винаходу — наводиться в тому випадку, коли не подається формула винаходу, розкривається новизна та суть описуваного технічного рішення;
4. Креслення, схеми. Ця частина ілюструє й підтверджує винахід.

## Офіційні патентні бюлетені
В офіційному бюлетені України, який має назву «Промислова власність», наводять відомості про видані в Україні патенти на винаходи, корисні моделі, промислові зразки, свідоцтва для товарів і послуг, свідоцтва на зразки зміни в правовому стані охоронних документів, висновки ліцензійних договорів на об'єкти прав інтелектуальної власності.
Офіційні бюлетені — це переважно періодичні видання патентних відомств багатьох країн світу, інформація яких дещо поступається перед патентним описом. Однак у них зазвичай міститься тільки короткий виклад технічного, технологічного рішення чи хімічна формула, а іноді лише назва, номер патенту й деякі інші повідомлення. Для того щоб мати повне уявлення про технічне рішення, слід скористатися патентним описом.

## Інші патентні документи
Патентна документація включає також такі довідкові видання:
- офіційні матеріали, що стосуються винахідництва (нормативні акти Укрпатенту);
- інструктивні матеріали, вказівки, пояснення, положення;
- матеріали стосовно патентного законодавства інших країн;
- довідники загальнотехнічні, галузеві, фірмові;
- довідники з правових відносин авторського права.

До складу довідково-пошукового апарату патентної документації входять такі видання: довідники класів винаходів різних країн; алфавітно-предметний покажчик; довідник ключових слів, термінів, таблиць відповідності індексів різних класифікацій; довідники патентної документації різних країн із систематичним внесенням змін; довідники патентів-аналогів за різні періоди (патенти-аналоги — це патенти, видані в різних країнах на один і той же винахід).

## Патентна інформація в Україні
Забезпечення потреб громадськості України в інформації стосовно об'єктів промислової власності є одним із найважливіших напрямів діяльності Державної системи правової охорони інтелектуальної власності і здійснюється декількома шляхами.
Відомості комплектуються національною та зарубіжною патентною інформацією. Фонд патентної документації громадського користування (ФГК), який є структурним підрозділом філії Українського центру інноватики та патентно-інформаційних послуг (УкрЦІПІП) Державного підприємства Українського інституту промислової власності (Укрпатент) та фактично виконує функції державної патентної бібліотеки.
Безоплатно комплектуються національною патентною документацією на паперових носіях та CD-ROM, а також міжнародними класифікаціями об'єктів промислової власності у перекладі українською мовою на паперових носіях патентні фонди органів національної системи науково-технічної інформації, зокрема, Українського інституту науково-технічної та економічної інформації (УкрІНТЕІ), Державної науково-технічної бібліотеки та регіональних центрів науково-технічної і економічної інформації (ЦНТЕІ)[прояснити].
Створено та постійно актуалізуються інформаційні ресурси, доступні на безоплатній основі через Інтернет, зокрема, 12 баз даних (БД) про об'єкти промислової власності та інформаційно-довідкові системи (ІДС) про стан діловодства за заявками на об'єкти промислової власності, а також про Міжнародні класифікації об'єктів промислової власності. Зазначені БД та ІДС наведені в розділі «Інформаційні ресурси» на вебпорталі Державної служби інтелектуальної власності та в розділі «Бази даних, інформаційно-довідкові системи, патентно-інформаційні продукти на оптичних носіях» на вебсайті Укрпатенту.
Офіційний бюлетень «Промислова власність» видається з 1993 року. Періодичність видання встановлюється Держдепартаментом, виходячи з обсягу матеріалів, що надійшли на публікацію, видається двічі на місяць у двох книгах.
Науково-практичний журнал «Інтелектуальна власність» забезпечує громадськість інформацією про новини, зміст, інформацію про статті та інші корисні і цікаві матеріали щодо національної системи охорони інтелектуальної власності, які розміщені на сторінках науково-практичного журналу «Інтелектуальна власність».
Державні стандарти України (ДСТУ): ДСТУ в галузі промислової власності розроблені відповідно до чинного законодавства України в галузі промислової власності. ДСТУ 3574-97 Патентний формуляр. Основні положення. Порядок складання та оформлення. Чинний від 1998-01-01 та ДСТУ 3575-97 Патентні дослідження. Основні положення та порядок проведення. Чинний від 1998-01-01.. Ознайомлення із стандартами та посібниками до них проводиться у Фонді патентної документації громадського користування (ФГК).
Стандарти Всесвітньої організації інтелектуальної власності (ВОІВ) є нормативними документами, що стосуються інформації та документації в галузі промислової власності і містять правила та рекомендації щодо уніфікованих методів представлення патентної інформації на різних носіях. Стандарти ВОІВ включені до «Handbook on Industrial Property Information and Documentation» (Посібник ВОІВ з інформації та документації в галузі промислової власності.